# Brandts
Brandts är ett privat konstmuseum i Odense på Fyn i Danmark. Det ligger dels i området Brandts Klædefabrik, dels i tidigare Fyns konstmuseums byggnad på Jernbanegade. 
I slutet av 1986 var restaureringen av det tidigare Brandts Klædefabriks område klar och Kunsthallen Brandts, Museet for Fotokunst och Mediamuseet flyttade in i januari 1987. De tre institutionerna samarbetade under varumärket Brandts Klædefabrik. Från 2005 skapades en gemensam enhet för drift och marknadsföring under det gemensamma namnet Brandts. De tre institutionerna hade fortsatt var sin styrelse och chef fram till juli 2013, då Konsthallen Brandts, Museet for Fotokunst och Fyns Kunstmuseum slogs samman till Brandts under en chef. Mediemuseets utställningar ligger i tredje våningen i Brandts huvudbyggnad, men själva Mediamuseet ligger under Odense Bys Museer.
Brandts stöds finansiellt av Odense kommun. Det har en samlad utställningsyta på över 5.000 kvadratmeter. Brandts Klædefabrik fick titeln European Museum of the Year Award 1988.

## Samlingar
Konstmuseets samlingar kommer från sammanslagningen med Fyns Kunstmuseum och består av dansk konkret och konstruktiv konst samt en representativ lokal konstsamling från Fyn med omnejd. Dessutom finns dansk konst från 1750 och framåt, av till exempel Jens Juel, Dankvart Dreyer, P.S. Krøyer och H.A. Brendekilde, samt nya verk av Harald Giersing, Vilhelm Lundstrøm, Olaf Rude och Vilhelm Bjerke Petersen.